# Elena Băsescu
Elena Băsescu (ur. 24 kwietnia 1980 w Konstancy) – rumuńska polityk, posłanka do Parlamentu Europejskiego VII kadencji. Młodsza córka prezydenta Rumunii Traiana Băsescu.

## Życiorys
Karierę zawodową zaczynała jako modelka. Ukończyła studia ekonomiczne, odbyła staż w Parlamencie Europejskim. W 2007 zaangażowała się w działalność ugrupowania swojego ojca, Partii Demokratyczno-Liberalnej. Przez portal BBC określana jako celebrytka i „bohaterka” popularnych internetowych filmików zawierających jej słowne gafy.
Elena Băsescu miała zostać kandydatką PDL w wyborach europejskich w 2009. Gdy partia odmówiła wpisania jej na listę wyborczą, postanowiła wystartować jako niezależna, gromadząc około 200 tys. podpisów pod swoją kandydaturą. W głosowaniu poparło ją również około 200 tys. wyborców (4,22% głosów), dzięki czemu uzyskała mandat eurodeputowanej. Bezpośrednio po wyborach powróciła do PDL. W Parlamencie Europejskim VII kadencji przystąpiła do grupy Europejskiej Partii Ludowej. W 2014 nie ubiegała się o reelekcję.